# パウル・バルト
パウル・バルト（Paul Barth 1945年9月20日- ）は、ドイツのミュンヘン出身の柔道選手。階級は軽重量級。身長181cm。

## 人物
西ドイツの選手として、1968年のヨーロッパ選手権軽重量級で3位になった。1969年の世界選手権では5位だった。1972年に地元で開催されたミュンヘンオリンピックでは、準決勝でソビエト連邦のショータ・チョチョシビリに敗れたものの銅メダルを獲得した。

## 主な戦績
- 1968年 - ヨーロッパ選手権　3位
- 1968年 - ドイツ国際　2位
- 1969年 - 世界選手権　5位
- 1969年 - ドイツ国際　2位
- 1971年 - オーストリア国際　優勝
- 1972年 - ミュンヘンオリンピック　3位